# Кенчадзе, Георгий
Георгий Кенчадзе (16 августа 1986 года, Тбилиси) — фигурист из Болгарии, двукратный чемпион Болгарии в мужском одиночном катании. Участник чемпионатов мира и Европы. В 2012 году встал в пару с Сарой Мэй Коуард и начал заниматься танцами на льду.
Георгий Кенчадзе тренировался у Даниэлы Величковой, затем у Найдёна Боричева, в последние сезоны его тренировал Андрей Лутай. Его брат близнец Лери Кенчадзе выступает за Болгарию в парном катании.

## Спортивные достижения

### Результаты в танцах на льду
(с С. М. Коуард)
| Соревнования/Сезоны | 2012—13 |
| ------------------- | ------- |
| Чемпионаты Европы   | 25      |
| Icechallenge        | 13      |

### Результаты в одиночном катании
| Соревнования/Сезоны       | 2002-03 | 2003-04 | 2004-05 | 2005-06 | 2006-07 | 2007-08 | 2008-09 | 2009-10 | 2010-11 |
| ------------------------- | ------- | ------- | ------- | ------- | ------- | ------- | ------- | ------- | ------- |
| Чемпионаты мира           |         |         |         |         |         |         | 45      | 40      | 42      |
| Чемпионаты Европы         |         |         |         |         |         |         | 30      | 36      | 37      |
| Чемпионаты Болгарии       | 5       |         | 3       | 2       | 2       |         | 1       | 1       |         |
| Международный кубок Ниццы |         |         |         |         |         |         |         |         | 21      |
| Crystal Skate of Romania  |         |         |         | 10      |         |         | 9       |         |         |
| Мемориал Ондрея Непелы    |         |         |         |         |         |         | 20      |         |         |
| Merano Cup                |         |         |         |         |         |         |         |         | 13      |